# François Marty (kardynał)
Gabriel Auguste François Marty (ur. 18 maja 1904 w Vaureilles, zm. 16 lutego 1994 w Villefranche-de-Rouerque) – francuski duchowny katolicki, kardynał, Arcybiskup Paryża.

## Życiorys
Pochodził z chłopskiej rodziny. Studiował w Seminarium w Rodez i Instytucie Katolickim w Tuluzie. Święcenia kapłańskie przyjął 28 czerwca 1930. W latach 1951–1952 był wikariuszem generalnym diecezji Rodez. 1 lutego 1952 Pius XII mianował go biskupem Saint-Flour. Został tytularnym biskupem Emesy oraz biskupem koadiutorem Reims. 9 maja 1960 przeszedł na Arcybiskupstwo Reims, a 26 marca 1968 Arcybiskupstwo Paryża. Uczestniczył w obradach Soboru Watykańskiego II. Od 31 maja 1966 pełnił funkcję wiceprzewodniczącego, a od 26 maja 1969 do 24 października 1975 przewodniczącego Konferencji Episkopatu Francji. 28 kwietnia 1969 Paweł VI wyniósł go do godności kardynalskiej z tytułem prezbitera San Luigi dei Francesi. Wziął udział w konklawe wybierających Jana Pawła I i Jana Pawła II. 31 stycznia 1981 z powodu podeszłego wieku zrezygnował z kierowania archidiecezją. 18 maja 1984 ukończył 80 lat i utracił prawo udziału w konklawe. Zginął w wyniku zderzenia samochodu z pociągiem.